# Rudobiście
Rudobiście (biał. Рудабісць; ros. Рудобисть) – wieś na Białorusi, w obwodzie witebskim, w rejonie brasławskim, w sielsowiecie Ciecierki.

## Historia
W czasach zaborów wieś włościańska w powiecie dzisieńskim, w guberni wileńskiej Imperium Rosyjskiego. Pod koniec XIX wieku należała do dóbr Rafałowo, własność Łopacińskich.
W latach 1921–1945 wieś leżała w Polsce, w województwie wileńskim, w powiecie dziśnieńskim (od 1926 w powiecie brasławskim), w gminie Jody.
Według Powszechnego Spisu Ludności z 1921 roku zamieszkiwało tu 96 osób, 58 były wyznania rzymskokatolickiego, 35 prawosławnego a 3 mojżeszowego. Jednocześnie 32 mieszkańców zadeklarowało polską a 64 białoruską przynależność narodową. Były tu 23 budynki mieszkalne. W 1931 w 26 domach zamieszkiwało 101 osób.
Wierni należeli do parafii rzymskokatolickiej w Borodzieniczach i parafii prawosławnej w Jodach. Miejscowość podlegała pod Sąd Grodzki w Brasławiu i Okręgowy w Wilnie; właściwy urząd pocztowy mieścił się w Jodach.
W wyniku napaści ZSRR na Polskę we wrześniu 1939 miejscowość znalazła się pod okupacją sowiecką. 2 listopada została włączona do Białoruskiej SRR. Od czerwca 1941 roku pod okupacją niemiecką. W 1944 miejscowość została ponownie zajęta przez wojska sowieckie i włączona do Białoruskiej SRR.
Od 1991 w składzie niepodległej Białorusi.